# Горішній Дибник
Горішній Дибни́к (болг. Горни Дъбник) — село в Плевенській області Болгарії. Входить до складу общини Долішній Дибник.

## Населення
За даними перепису населення 2011 року у селі проживали 1402 особи.
Національний склад населення села:
| Національність   | Кількість осіб | Відсоток |
| ---------------- | -------------- | -------- |
| болгари          | 1166           | 91,0%    |
| турки            | 55             | 4,3%     |
| цигани           | 49             | 3,8%     |
| інша             | 5              | 0,4%     |
| не визначились   | 7              | 0,5%     |
| Всього відповіли | 1282           |          |

Розподіл населення за віком у 2011 році:
Динаміка населення: